# سرعة جوية

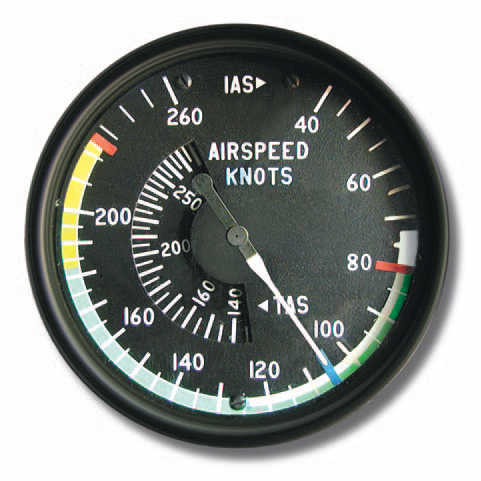
مؤشر سرعة جوية

السرعة الجوية أو سرعة الهواء هي سرعة الطائرة بالنسبة إلى الهواء، وهناك عدة قياسات مختلفة لسرعة الهواء:
السرعة الجوية المبينة (indicated airspeed), السرعة الجوية المعدلة (calibrated airspeed), سرعة جوية مكافئة (equivalent airspeed), السرعة الجوية الصحيحة (true airspeed).
تقاس تلك السرعة بالطائرة بحالة الطيران بواسطة مؤشر سرعة جوية، وهو جهاز مرتبط بالضغط الخارجي لكي يقارن مع الضغط الستاتيكي مما يعطي ناتج السرعة الجوية للطائرة. يتم التعرف على الضغط الخارجي من خلال انبوب يسمى انبوب بيتوت pitot tube يتم وضعه بعناية وعن أي تأثير للمراوح أو تشويش لتيار الهواء المار على الإنبوب، وعادة ما يوضع انبوب بيتوت لكل جانب من الطائرة (الطيار ومساعده).

## السرعة المبينة
سرعة الهواء المبينة هي قراءة مؤشر السرعة وهي غير مصححة من خطأ الجهاز أو الموقع أو أي خطأ آخر. ولتعريفات هيئة الطيران الأوربي: مبين السرعة الجوية هو سرعة الطائرة كما هو معدل على مؤشر البيتوت ستاتيك الظاهر بالصورة ليعكس دفق التيار الجوي القياسي القابل للانضغاط على سطح البحر وغير مصحح لخطأ نظام السرعة الجوية .
بعيدا عن الكتلة السوفياتية السابقة، معظم مؤشرات السرعة الجوية تظهر السرعة بالعقدة، أي ميل بحري بالساعة. بعض الطائرات الصغيرة لديها مؤشر السرعة يظهر السرعة الميل بالساعة.
مؤشر السرعة الجوية هو مقياس ضغط تفاضلي حيث أن الضغط يظهر على شكل وحدة سرعة بدلا من وحدة ضغط. تلك السرعة مستمدة من الفرق ما بين كبس الضغط الجوي من انبوب البيتوت أو ضغط الركود وبين الضغط الساكن. مقدمة انبوب البيتوت موجهة للأمام، يفحص الضغط الساكن باستمرار خلال فتحات الستاتيك والتي تكون موجودة بجوار انبوب البيتوت على جانبي الطائرة., وأحيانا يكون مشتركا مع انبوب البيتوت كقطعة واحدة وتسمى انبوب بيتوت - ستاتيك. قياس الضغط الستاتيكي يكون قابل للخطأ ذلك لعدم الإمكانية لوضع فتحات الستاتيك بأماكن بحيث يكون الضغط هو ضغط ستاتيكي حقيقي على جميع السرعات والأوجه. للتصحيح يسمى ذلك: تصحيح خطأ الموضع. وهذا التصحيح يختلف باختلاف الطائرات والسرعات. هناك اخطاء ل10% أو أكثر تكون بسبب مايسمى الرحلة الغير منسقة.

## السرعة الجوية المعدلة

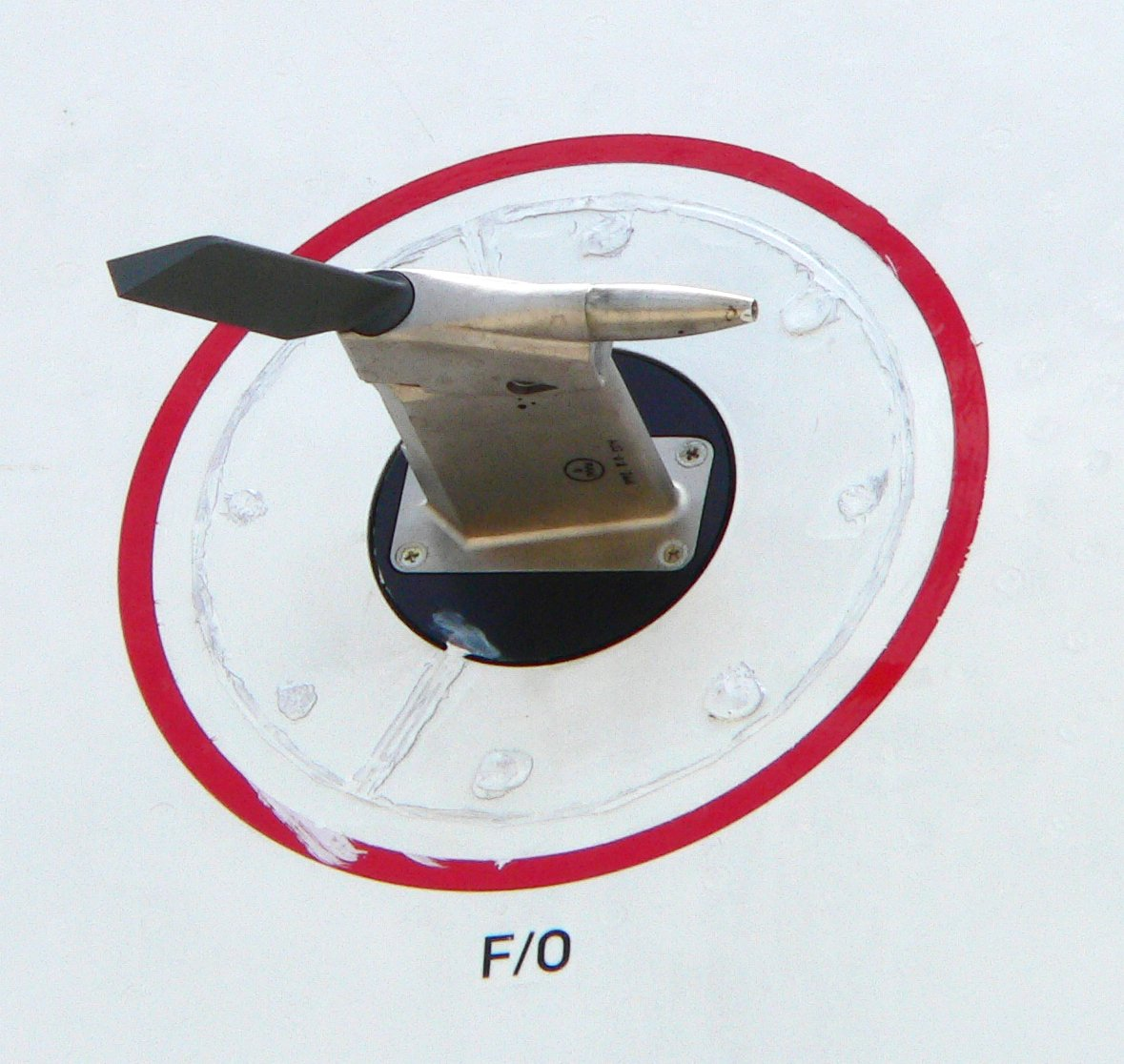
انبوب بيتوت-ستاتيك الذي يقيس سرعة الطائرة

هي السرعة الجوية المبينة ولكن مصححة من خطأ الأجهزة وخطأ الموقع (بسبب الضغط غير الصحيح بالفتحة الستاتيكية)، وخطأ التجهيزات أو التمديدات.
مقدار السرعة المعدلة الأقل من سرعة الضوء بمستوى سطح البحر (661.4788 عقدة) تحسب كالتالي:
{\displaystyle V_{c}=A_{0}{\sqrt {5{\Bigg [}{\bigg (}{\frac {Q_{c}}{P_{0}}}+1{\bigg )}^{\frac {2}{7}}-1{\Bigg ]}}}} يخصم منها تصحيح خطأ الموقع والتمديدات.
حيث{\displaystyle V_{c}\,} هي السرعة المعدلة.
{\displaystyle Q_{c}\,} هي تأثير الضغط الحاصل من انبوب بيتوت - ستاتيك ويكون بالبارومتر الزئبقي.
{\displaystyle P_{0}\,} هو 29.92126 انش زئبقي. هو ضغط الهواء الساكن عند مستوى سطح البحر.
{\displaystyle A_{0}\,} هو 661.4788 عقدة: وهي سرعة الصوت بمستوى سطح البحر.
يمكن استخدام وحدات بدلا من العقدة والبارومتر الزئبقي بتلك المعادلات.
هذا التعبير يأخذ مبدأ بيرنولي كقاعدة له يصلح لتطبيق الغاز القابل للانضغاط. المقدار ل {\displaystyle P_{0}} و{\displaystyle A_{0}} تكون محتوية للسرعة المبينة، بمعنى أن الحالات تحت عدادات السرعة الجوية تكون معدلة.

## السرعة الجوية المكافئة
تعرف السرعة المكافئة Equivalent airspeed - EAS بأنها سرعة بمستوى سطح البحر وتنتج ضغطا مساويا للضغط الديناميكي الذي تنتجه السرعة الحقيقية وبنفس ارتفاع الطيران. تخضع الطائرة خلال طيرانها لتأثير الانضغاطية، وبالمثل تعتبر السرعة المعدلة خاصية للضغط المكبوس. أما السرعة المكافئة فهو قياس للسرعة الجوية التي لها خاصية للضغط الجوي الديناميكي. التحليل الهيكلي للطائرة في كثير من الأحيان يكون شكل من أشكال الضغط الديناميكي، لذلك يكون من المفيد استعمال السرعة المكافئة بحالة فحص هيكل الطائرة.
عند سطح البحر وبالجو القياسي فقط تكون السرعة المعدلة مساوية للسرعة المكافئة، عموما ليس هناك سبب عملي لاستخدام السرعة المكافئة لأي شيء، ولكن التحليل الهيكلي عادة يكون من أشكال السرعة المكافئة (حيث أنه عامل مباشر للضغط الديناميكي).